# Prenolo
Il prenolo è un alcol naturale. È uno dei terpeni più semplici. Si presenta come un olio incolore chiaro ragionevolmente solubile in acqua e miscibile con i solventi organici più comuni. Ha un odore fruttato e talvolta viene usato in profumeria.